# (1291) Phryne
(1291) Phryne – planetoida z pasa głównego asteroid okrążająca Słońce w ciągu 5 lat i 86 dni w średniej odległości 3,01 au Została odkryta 15 września 1933 w Observatoire Royal de Belgique w Uccle przez Eugène’a Delporte. Nazwa planetoidy pochodzi od Fryne, hetery żyjącej w IV wieku p.n.e. Przed nadaniem nazwy planetoida nosiła oznaczenie tymczasowe (1291) 1933 RA.